# Eugene Loring
Eugene Loring (2 de agosto de 1911-30 de agosto de 1982) fue un bailarín y coreógrafo de nacionalidad estadounidense.

## Biografía
Su verdadero nombre era Le Roy Kerpestein, y nació en Wisconsin. Criado en una pequeña isla en el Río Milwaukee, su padre era el dueño de una cantina. Loring tomó clases de gimnasia, recibiendo formación artística en Milwaukee. Tras nueve años de aprendizaje del piano, desarrolló una gran habilidad para la orquestación, y su trabajo junto a los Wisconsin Players, particularmente bajo la dirección del ruso Boris Glagolin, le ayudó a conseguir una fuerte sentido y conocimiento de las artes teatrales.
Loring fue a Nueva York en 1934, durante la Gran Depresión, siendo admitido en el recién formado School of American Ballet de George Balanchine y Lincoln Kirstein. Con la experiencia adquirida con el SAB, Loring bailó con la primera compañía americana de Balanchine, American Ballet, e incluso superó una prueba para Michel Fokine. Cuando Kirstein formó una compañía exclusivamente estadounidense, el New York City Ballet, en 1936, Loring y Lew Christensen (que habían constituido juntos una pequeña formación, Dance Players, 1941–42) surgieron como sus más destacados intérpretes.
Pasados dos años, Loring coreografió y bailó en Billy the Kid, el primer ballet clásico estadounidense. Tras un período haciendo coreografías en el Bennington College, en Vermont, Loring entró en el Ballet Theatre (actual American Ballet Theatre) en 1939, donde, en la primera temporada de dicho grupo, coreografió y bailó en The Great American Goof, con libreto de William Saroyan.
Loring, que había empezado a bailar en el local de su padre, tenía facilidad para interpretar todo tipo de danzas: nacional, clásica, moderna, etc. Él coreografió los musicales representados en el circuito de Broadway Carmen Jones y Silk Stockings, y tuvo una larga carrera en Hollywood, dirigiendo y coreografiando para el cine y la televisión. Entre los bailarines con los que a menudo trabajó figuran Fred Astaire, Cyd Charisse, y James Mitchell. Algunos de los filmes más destacados de Loring son La bella de Moscú, Funny Face (ambos de 1957), Ziegfeld Follies, The Toast of New Orleans, Deep in My Heart, y Meet Me in Las Vegas.
Asentado en Los Ángeles en 1943 y contratado por MGM (Loring había hecho un papel en Fuego de juventud antes de ser el coreógrafo), se dedicó a regularizar y aplicar sus principios de una enseñanza versátil y profesional de la danza, ideando a partir de 1955 su propio método de anotación de bailes, Kineseography. Loring dirigió la comercialmente fructífera American School of Dance en Hollywood aplicando sus principios, y a partir de 1965 los desarrolló en el ámbito universitario por invitación del Departamento de Danza de la Escuela de Bellas Artes de la Universidad de California en Irvine. 
Eugene Loring se retiró de la Universidad en 1981, volviendo al estado de Nueva York, falleciendo en Kingston en 1982, a los setenta y un años de edad.

## Obras interpretadas por Eugene Loring
- Harlequin for President (1936)
- Yankee Clipper (1937)
- Billy the Kid (1938)
- City Portrait (1939)
- The Great American Goof (1940)
- Prairie
- The Man from Midian
- The Capitol of the World (1953)
- "The 5,000 Fingers of Dr. T" (1953)
- These Three (1966)